# SolarCity
SolarCity Corporation foi uma empresa de capital aberto especializada em serviços de energia solar e está sediada em Fremont, Califórnia. A SolarCity comercializava, fabricava e instalava painéis solares residenciais e comerciais nos Estados Unidos. Também forneceu outros serviços de energia.
Em 2016, a empresa foi comprada pela Tesla, Inc., a um custo de aproximadamente US$ 2,6 bilhões (equivalente a US$ 3,2 bilhões em 2022) e foi incorporada a Tesla Energy. A empresa, em parceria com a Panasonic, operava o Tesla Gigafactory 2 em Buffalo, Nova York, onde fabricava componentes de módulos solares.